# Bendorfer Hütten

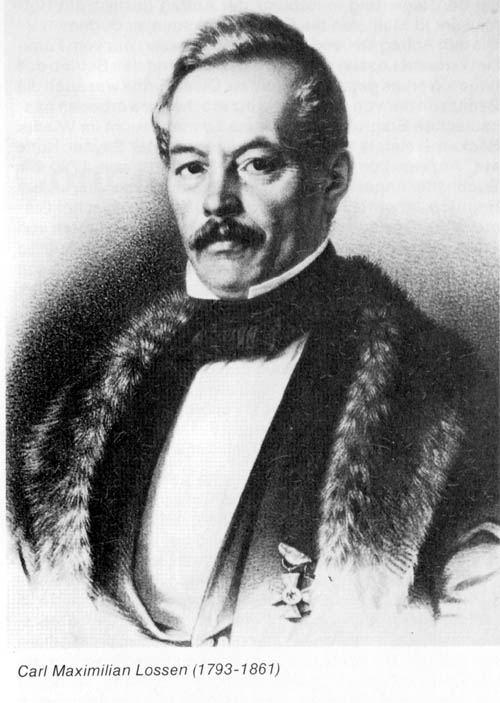
Carl Maximilian Lossen (1793–1861), Gründer der Concordiahütte

Bereits vor Errichtung der ersten Bendorfer Eisenhütte im Jahr 1608 wurde im Bendorfer Raum Eisenerz aus heimischen Vorkommen verarbeitet.  Alte Pingen und eine im Jahr 1929 entdeckte Eisenschmelze aus römischer Zeit belegen, dass in Bendorf schon vor fast 2000 Jahren Eisenerz verarbeitet wurde. Mit dem daraus erzeugten Eisen wurde der örtliche Bedarf gedeckt. Im 18. Jahrhundert gab es fünf Hochöfen bzw. Hammerwerke, die Eisenerz verhütteten.

## Hammerhütte Steinebrück
Am 15. Juni 1608 erhielten Maximilian von Steppenrodt, Caspar Schwikhardt und Isaac zu Duißberg von Graf Wilhelm III von Sayn-Wittgenstein-Sayn die Konzession zum Betrieb einer Eisenhütte im Brexbachtal, in der Gemarkung Sayn. Diese Hütte wurde 1629 wegen Unrentabilität geschlossen. Erst Anfang des 18. Jahrhunderts wurde wieder eine Eisenhütte errichtet.
Der aus Remscheid stammende Hammerherr Johann Arnhold Bertram, dessen Familie mehrere Hammerwerke im Märkischen, in Andernach und in Mülheim  (Mosel) besaß, erhielt am 31. März 1722 die Konzession zur Errichtung von zwei Hammerwerken mit freier Standortwahl. Zuerst baute er die Steinebrücker Hütte wieder auf, konnte jedoch nur angeliefertes Roheisen weiterbearbeiten. Wegen Streitigkeiten mit der Obrigkeit verpachtete er die Hütte 1725 an Wilhelm Remy aus Bendorf.

## Untere Hütte

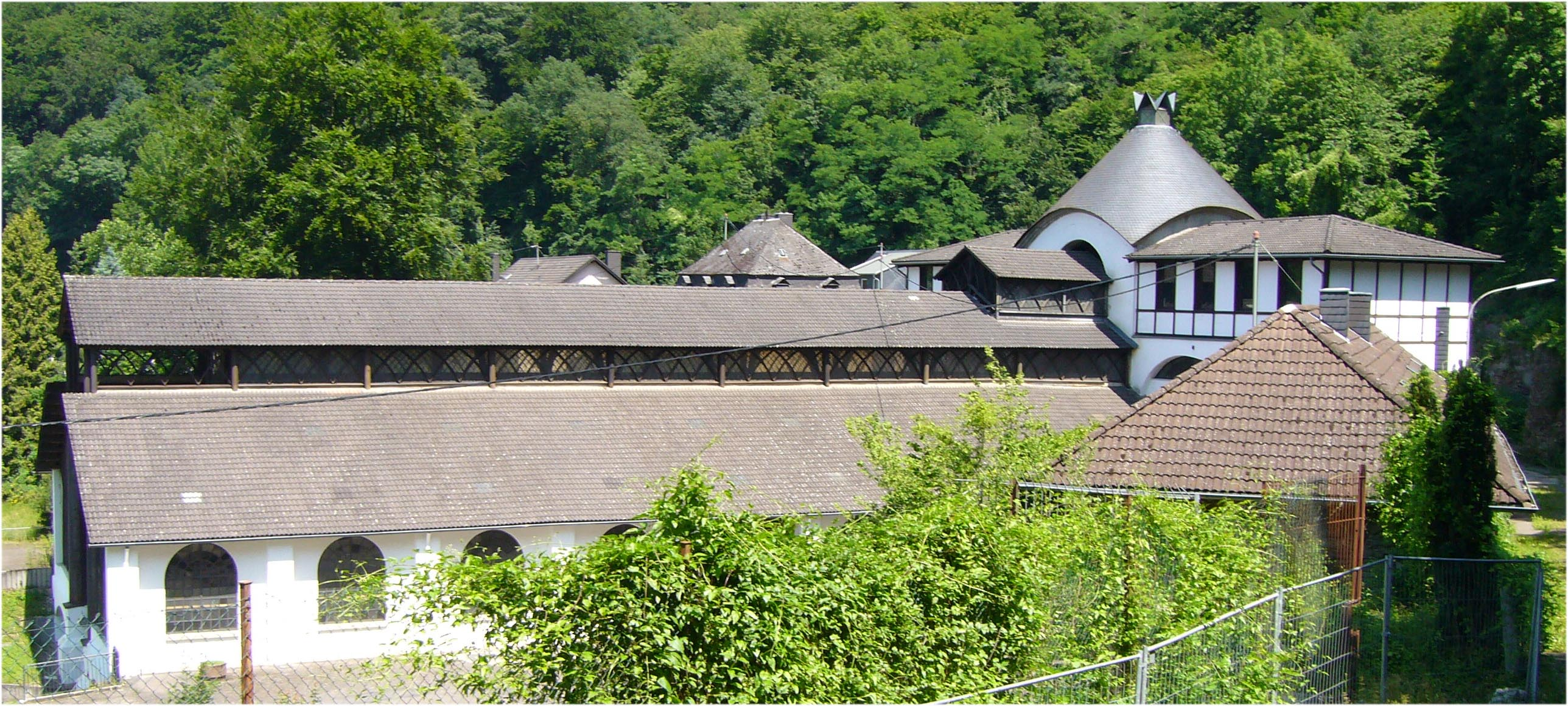
Gießhalle Sayner Hütte

Bertram konzentrierte sich jetzt auf den Bau der Unteren Hütte am Rheinufer. Das Eisenerz kam aus der in der Nähe liegenden Grube Loh. Die Hütte bestand aus einem Hochofen, einem Pochwerk und Lagergebäuden. Um 1730 gab Bertram seine Hüttentätigkeit in Bendorf auf. Er verkaufte die Steinebrücker Hütte an den Holländer Johann Wilhelm Hoffmann und Anteile der Unteren Hütte an Wilhelm Remy und an das Andernacher Kloster St. Thomas. Unter Remys Leitung wurde die Untere Hütte weiter ausgebaut. 1784 wurde die Hütte Steinebrück an Bernhardt Thielemann, und später an die Neuwieder Firma Johann Philipp Freudenberg & Co. verpachtet. 1813 wurde die Hütte, nachdem sie jahrelang nicht mehr im Betrieb war, versteigert.

## Sayner Hütte
Die Sayner Hütte wurde 1769 durch Clemens Wenzeslaus von Sachsen gegründet und wurde 1926 stillgelegt. Berühmt geworden ist die Hütte mit Eisenkunstguss und mit ihrer Gießhalle, die zu den europäischen Industriedenkmalen zählt.

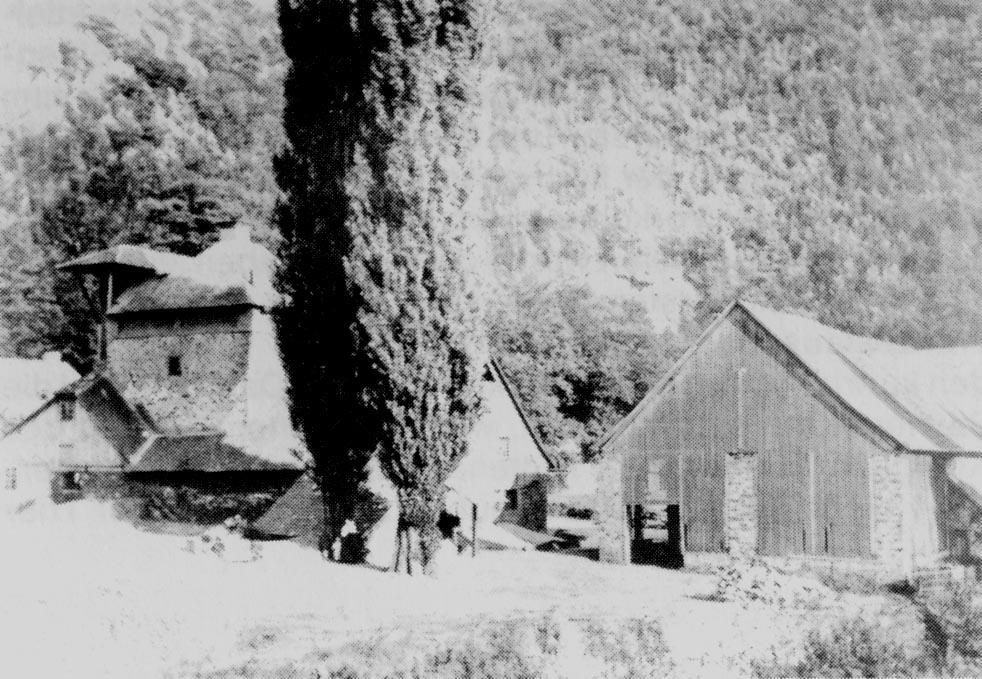
Hütte Oberhammer in Sayn um 1869

## Oberhammer
Der Oberhammer, der rund einen Kilometer oberhalb der Sayner Hütte lag, wurde um 1790 erbaut. Er bestand aus zwei Frischen und mehreren Gebäuden.

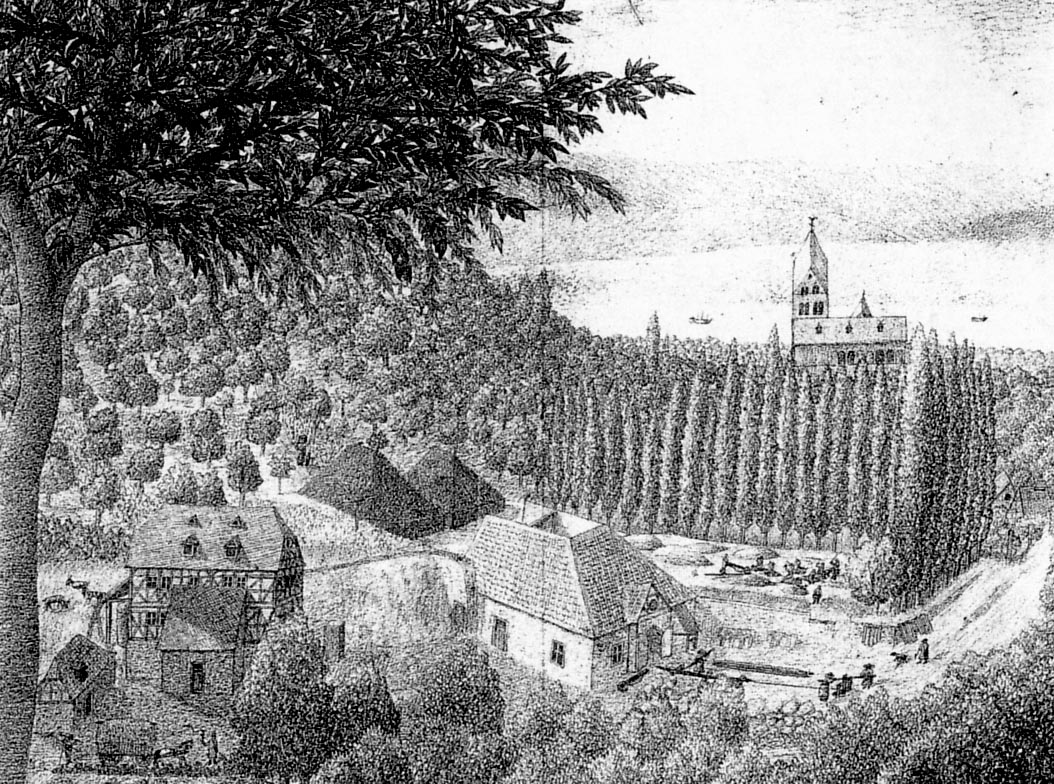
Obere Hütte um 1820

## Obere Hütte
1804 wurde die Obere Hütte an der Bendorfer Mühlenstraße von der Firma Remy, Hoffmann & Cie gebaut.

## Mülhofener Hütte

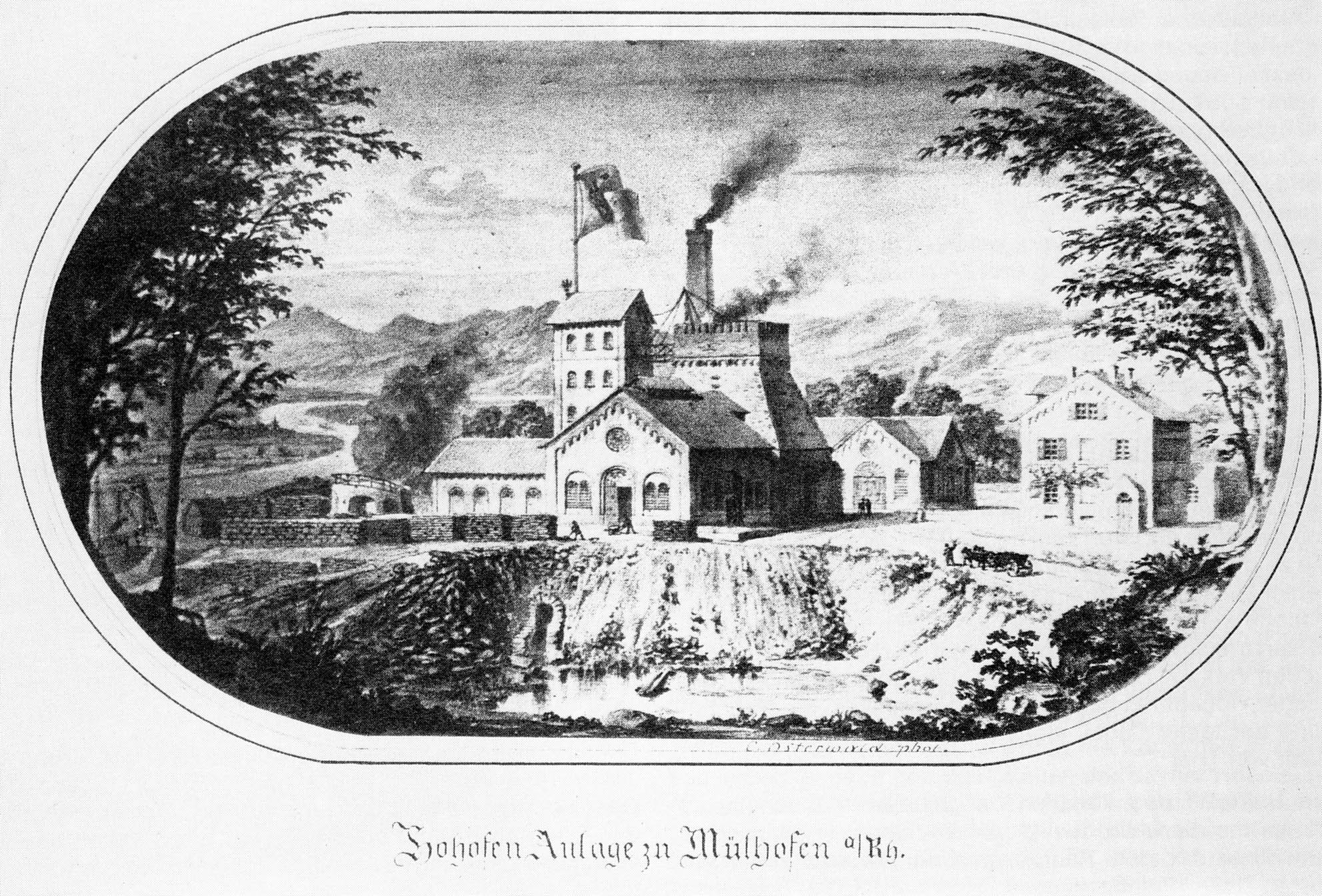
Ansicht Mülhofener Hütte um 1860

Die Mülhofener Hütte, an der Saynbachmündung gelegen, wurde 1856 wegen der reichen heimischen Vorkommen von Brauneisenstein und Eisenspat vom preußischen Fiskus gegründet. Zuerst wurde die Hütte mit Braunkohle betrieben und produzierte nur wenige Tonnen Roheisen am Tag. 1865 übernahm Alfred Krupp den Hüttenbetrieb und baute für 650.000 Taler drei neue Hochöfen mit einer Tagesproduktion von je 35 Tonnen  Roheisen, später folgte noch ein vierter. Durch Modernisierung wurde die Tagesleistung auf 300 Tonnen erhöht. Da ab Ende der 1890er Jahre das Hochofenwerk Rheinhausen bereits das gesamte Roheisen produzierte, wurde in Mülhofen nur noch Puddeleisen, Spiegeleisen und Ferromangan hergestellt. Aus der Hochofenschlacke entstand Schlackenwolle.
1911 verbrauchten die Krupp-Hüttenwerke 2,405 Mio. Tonnen Erze, davon Mülhofen 151.000 Tonnen. An der Roheisenerzeugung von 1,047 Mio. Tonnen war Mülhofen mit rund 70.000 Tonnen beteiligt.
Das Eisenerz wurde mit Pferdefuhrwerken von der Grube Georg bei Willroth und der Grube Luise in Horhausen nach Mülhofen transportiert. Ein Einspänner wurde mit höchstens 40 Zentnern beladen, ein Doppelspänner mit 120 Zentnern. Der Fuhrlohn betrug damals 16 Pfennige für einen Zentner. Die Hütte wurde am 6. Juni 1930 stillgelegt.

## Concordiahütte

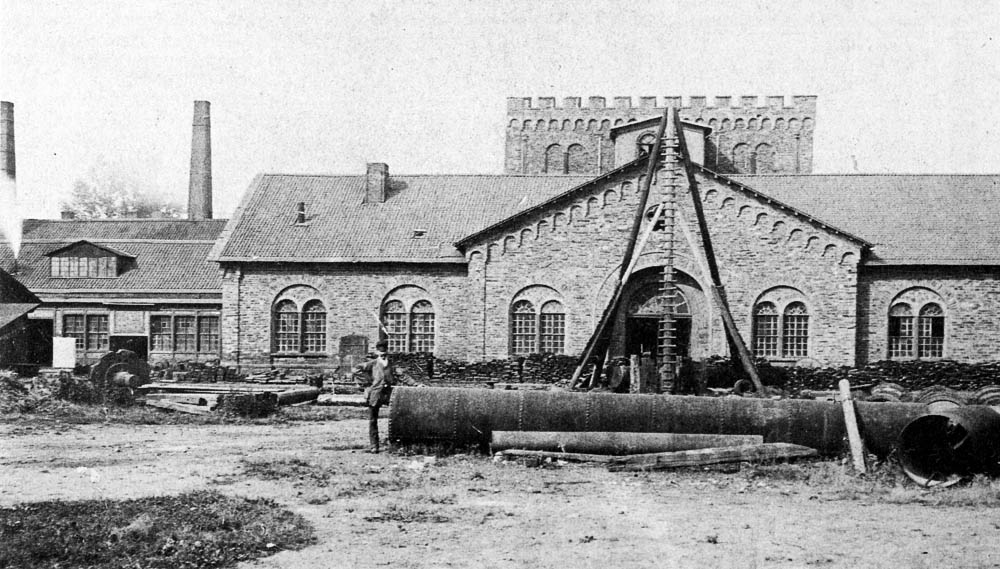
Concordiahütte um 1890

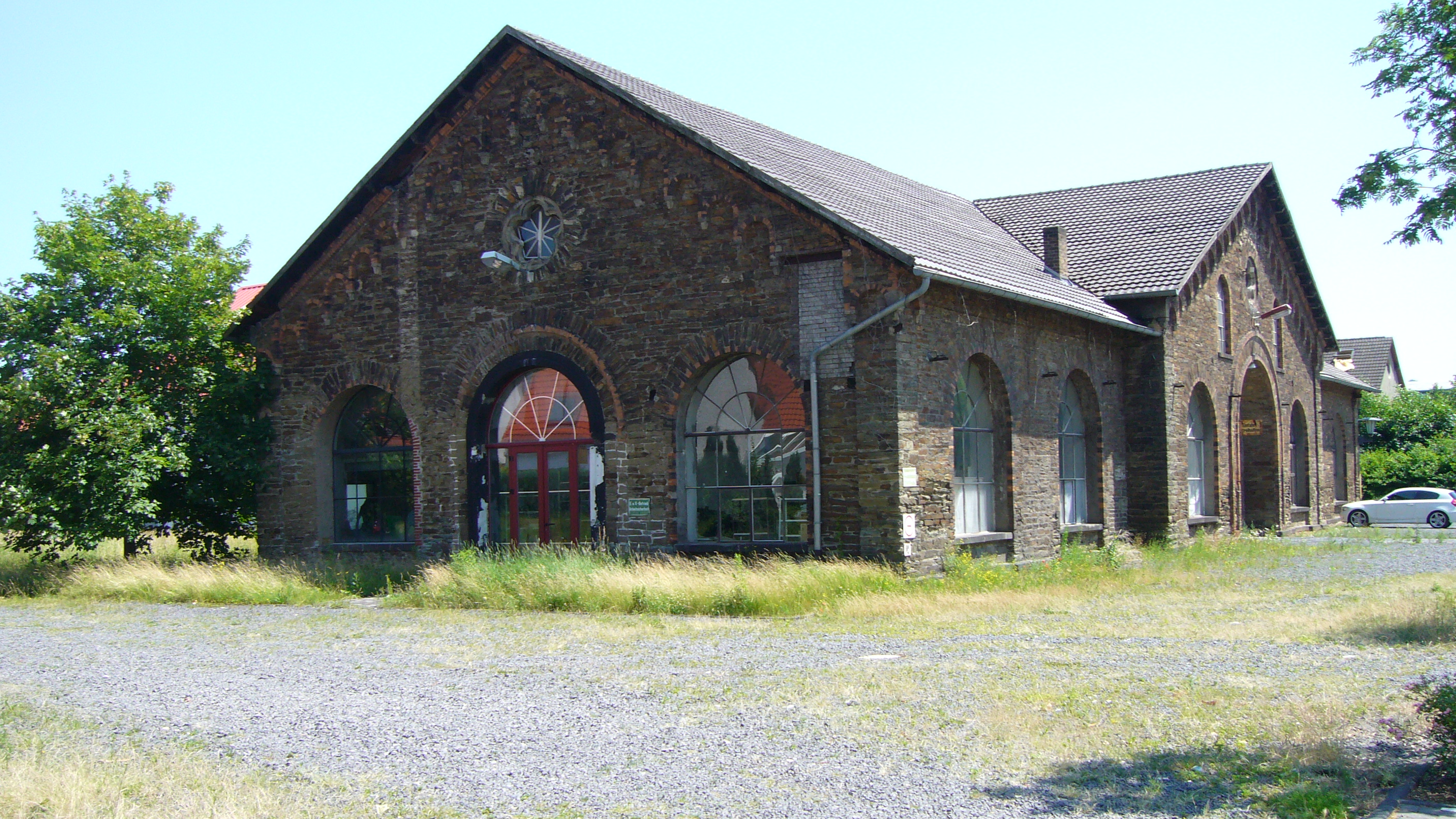
Industriedenkmal Concordiahütte, Werkhalle heute

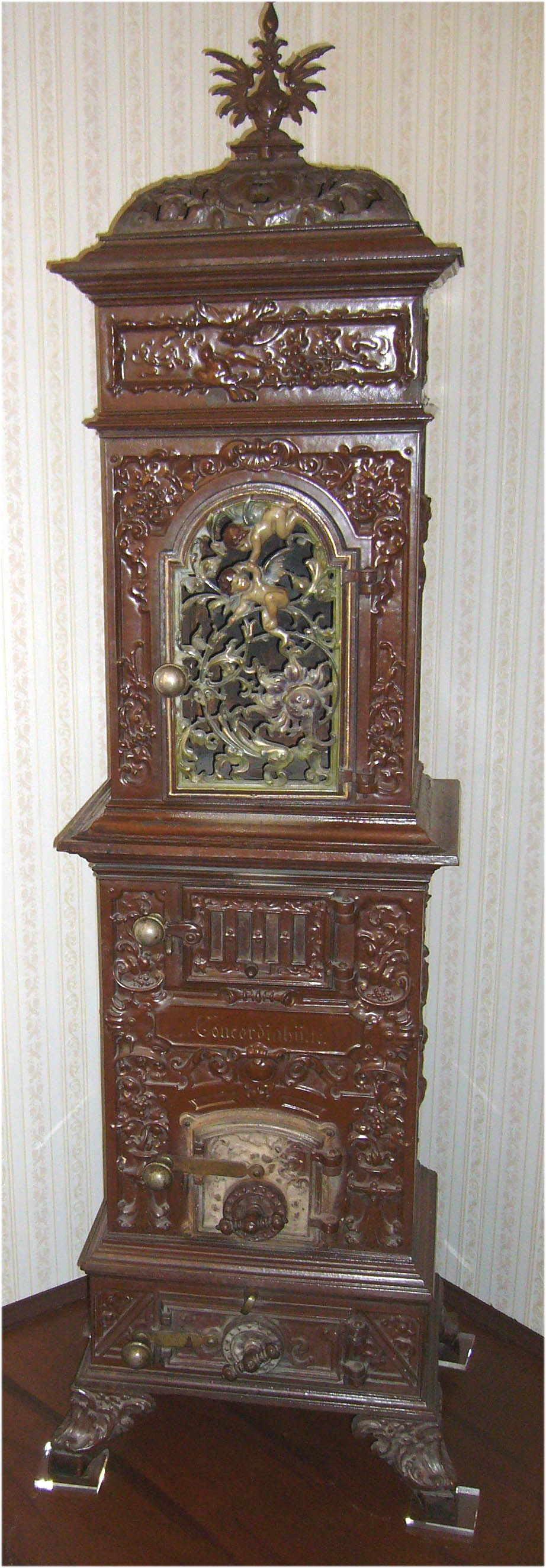
Zimmerofen, Eisenkunstguss der Concordiahütte

Bereits 1752 existierte auf dem Gelände der Concordia eine kleine Eisenhütte, die von Steitz und Wilhelm Remy betrieben wurde.
Die Firma Gebrüder Lossen stellte am 12. Juni 1838 den Antrag zum Bau einer Eisenhütte in Bendorf. Die Familie Lossen war Besitzer der nassauischen Erzgruben. Carl Maximilian Lossen und seine Geschwister hatten ab 1832 Grundstücke zwischen Sayn und Mülhofen gekauft und besaßen auch alle Wasserrechte für den Saynbach. Am 29. Oktober 1839 wurde der Grundstein für das neue Werk gelegt, das den Namen Concordia erhielt. Im Dezember 1841 wurde die offizielle Konzession erteilt. Ende Juni 1843 wurde der erste Hochofen angeblasen, der ununterbrochen bis 1853 in Betrieb war. Der Bau eines geplanten Walzwerks wurde wegen der zu dieser Zeit herrschenden schwachen Konjunktur auf 1853 verschoben. Es wurden zwei Puddelöfen, ein Schweißofen, ein Blechglühofen, ein Dampfhammer und ein Walzwerk gebaut. 1854 war die Anlage betriebsbereit. Zwei Jahre später wurden ein zweites Walzwerk und ein noch größerer Dampfhammer gebaut. Nach dem Tod von Carl Maximilian Lossen im Jahr 1861 übernahm sein Schwiegersohn Hermann von Braunmühl die Geschäftsleitung; der Betrieb der Hochöfen wurde auf Koks umgestellt. Um 1870 wurden zwei neue Hochöfen gebaut und die ersten Häuser der Arbeitersiedlung Am Röttchenshammer errichtet.
1898 wurde der Familienbetrieb in eine GmbH umgewandelt und 1900 in eine Aktiengesellschaft. Mit dem neuen Kapital wurde bis 1908 die Gießerei erweitert. 1906 wurden die Erzgruben an die Thyssen-Gruppe verkauft und 1909 ein Zementwerk gebaut. 1917 erwarb die Koblenzer Eisenhandelsfirma Carl Spaeter die Aktienmehrheit, später kaufte sie die restlichen Aktien der Familie Lossen. 1921 wurde die Concordiahütte mit der Rombacher Hüttenwerke AG vereinigt, die auch Carl Spaeter gehörte, und 1926 in die neu gegründete Vereinigte Stahlwerke AG eingegliedert. Aus Rationalisierungsgründen wurden die Hochöfen, das Schlackewerk, das Presswerk und die Großschmiede stillgelegt.
Die Eisengießerei und die Maschinenbauabteilung wurden vergrößert. Während der Rezession in den 1930er-Jahren sank die Belegschaft von 1000 auf weniger als 400. In den Kriegsjahren wurde die Stahlgießerei wieder in Betrieb genommen, und die Belegschaft stieg 1943 auf rund 1500 Mitarbeiter. Für die deutsche Reichsbahn wurden jährlich bis zu 30.000 Radsätze gefertigt. Ende 1944 wurde nichts mehr produziert. Gegen Kriegsende wurde die Hütte, die bis dahin von Bombenangriffen verschont geblieben war, durch Artilleriebeschuss teilweise zerstört.
Im Frühsommer 1945 wurde bereits mit dem Wiederaufbau begonnen. Nach der Freigabe der letzten Montagehallen 1951 und neuen Investitionen waren bald schon wieder fast 1500 Arbeiter beschäftigt, 1957 sogar über 1500. Nach fast 100 Jahren wurde 1962 die Produktion von Öfen und Herden eingestellt. Der Schwerpunkt lag jetzt auf dem Serienguss und dem Maschinenbau.
Seit 1952 gehörte die Concordia zur Rheinstahl-Union Maschinen- und Stahlbau AG und danach zur Thyssen Guss AG. In den folgenden Jahren wurden der Stahlguss und der handgeformte Guss eingestellt und nur noch Serienguss gefertigt. Bis zu diesem Zeitraum hielt sich bei den Hüttenarbeitern und im Volksmund der Begriff Lossens-Hütte.
1993 wurde die Hütte geschlossen und 1995 bis auf zwei Gebäude abgerissen. Damit endete das Hüttenwesen in Bendorf.
Seit 1998 werden die verbliebenen Gebäudeteile nach Teilumbau als Seminar- und Veranstaltungszentrum genutzt.

## Erzröstöfen

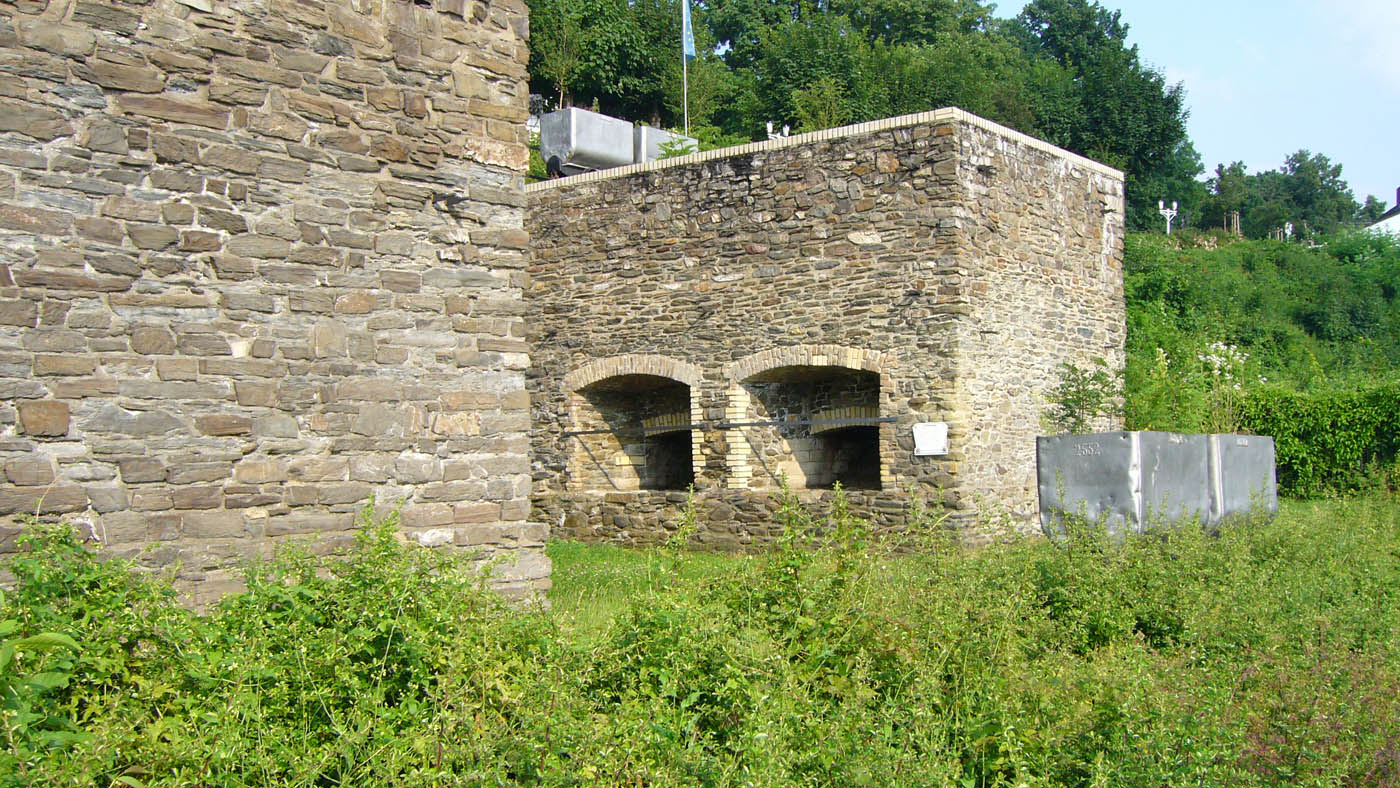
Röstofen auf der Vierwindenhöhe, Bendorf

Das in der Gemarkung Bendorf geförderte Eisenerz wurde an die umliegenden Eisenhütten geliefert. Da das hochwertige Bendorfer Erz einen zu hohen Kohlenstoffgehalt hatte, der die Zähigkeit des Endproduktes stark beeinflusste, wurde das Erz geröstet. Dabei wurde dem Eisenerz auch der Schwefel, der als Sulfid vorlag, entzogen und zu gasförmigem Schwefeldioxid aufoxidiert. Dadurch ließ sich das Erz besser schmelzen. Ein weiterer Vorteil war, dass das geröstete Erz rund 30 Prozent leichter war als frisches Erz.
Vier Röstöfen der Grube Werner auf der Vierwindenhöhe wurden in den 1990er Jahren restauriert und sind zu besichtigen.

## Grube Werner
Im April 1724 erhielten der Hüttenmeister Wilhelm Remy, der Kammerverwalter Wirtzen zu Hachenburg und der Kanzleidirektor Grün vom damaligen Landesherren von Bendorf, dem Fürsten von Sachsen-Eisenach, die Genehmigung in der Gemarkung Bendorf Eisenstein zu brechen. 1872 wurden bei der Erneuerung der Belehnung die Grenzen des Grubenfeldes erstmals festgelegt. Die Fläche betrug 12,4 Millionen m². Von 1877 bis 1915 wurden rund 830.000 Tonnen Eisenerz gefördert, das einen Eisengehalt bis zu 35 Prozent und einen Mangananteil von acht Prozent hatte.
Die Hauptanlage, die Grube Werner, lag auf der Vierwindenhöhe, weitere Stollen befanden sich auf der Loh, im Wenigerbach- und im Brexbachtal sowie auf dem Eisenberg. Aus diesen Stollen wurde fast 200 Jahre lang Erz gefördert. Um 1890 waren rund 250 Bergleute beschäftigt. 1915 wurde der Erzabbau eingestellt.
Der Raum Bendorf–Neuwied war schon lange vor dem Ruhrgebiet ein Zentrum der Eisenherstellung und Verarbeitung.